# Kazimierz Urbański
Kazimierz Urbański (ur. 26 marca 1929 w Święciechowej, zm. 18 stycznia 2015) – polski twórca filmów animowanych, scenograf, realizator spektakli audiowizualnych.

## Życiorys
W 1956 ukończył studia w Akademii Sztuk Pięknych w Krakowie. W latach 1957–1972 organizator i prowadzący pracownię rysunku filmowego w krakowskiej Akademii Sztuk Pięknych. Wykładał również w Akademii Sztuk Pięknych w Warszawie, Uniwersytecie Artystycznym w Poznaniu i Państwowej Wyższej Szkole Filmowej, Telewizyjnej i Teatralnej im. Leona Schillera w Łodz.
15 października 2008, podczas uroczystości w siedzibie Ministerstwa Kultury i Dziedzictwa Narodowego odebrał z rąk ministra Bogdana Zdrojewskiego Srebrny Medal „Zasłużony Kulturze Gloria Artis”.
Jest jednym z bohaterów książki Jerzego Armaty Anima. Mistrzowie polskiej animacji (wyd. EGoFILM, Warszawa 2025).
Spoczywa na cmentarzu parafialnym w Święciechowej.

## Filmografia
- 1991 – Koncert fortepianowy C-dur. Andante. KV 467 – realizacja
- 1990 – Taniec szkieletów. Dance macabre – realizacja
- 1989 – Witkacego wywoływanie duchów – realizacja
- 1989 – Lunapark – realizacja
- 1981 – Demony – reżyseria
- 1980 – Arytmia – reżyseria
- 1969 – Rezerwat – realizacja
- 1969 – Humanae vitae – realizacja
- 1967 – Tren zbója – realizacja
- 1966 – CZar kółek – realizacja
- 1965 – Słodkie rytmy – realizacja
- 1965 – Pamiętnik filatelisty – reżyseria
- 1965 – Na Krakowskim Rynku – realizacja
- 1963 – Moto – Gaz – realizacja
- 1963 – Diabły – realizacja
- 1962 – Pasieka – reżyseria
- 1962 – Materia – realizacja
- 1962 – Igraszki – realizacja
- 1960 – Romanca – realizacja
- 1960 – Gips – romanca – reżyseria